# Старе Будковиці
Старе Будковиці (пол. Stare Budkowice, нім. Alt Budkowitz) — село в Польщі, у гміні Мурув Опольського повіту Опольського воєводства.
Населення — 1254 особи (2011).

## Демографія
Демографічна структура станом на 31 березня 2011 року:
|          | Загалом | Допрацездатний вік | Працездатний вік | Постпрацездатний вік |
| -------- | ------- | ------------------ | ---------------- | -------------------- |
| Чоловіки | 602     | 76                 | 456              | 70                   |
| Жінки    | 652     | 88                 | 414              | 150                  |
| Разом    | 1254    | 164                | 870              | 220                  |